# Hemikryptophyt

Einteilung abhängig von der Lage der Erneuerungsknospen

Hemikryptophyten (auch Hemicryptophyten) (griech. ἥμι- hḗmi- (halb-), κρυπτός kryptós (verborgen), φυτόν phytón (Pflanze)) sind Pflanzen, deren Erneuerungsknospen an der Erdoberfläche liegen. In der Regel sind diese von Schnee, Laub oder Erde als Witterungsschutz bedeckt.
Man unterscheidet bei diesen ausdauernden krautigen Oberflächenpflanzen mehrere Typen:
- Rosetten-Hemikryptophyten (hierher gehören auch die Horst-Hemikryptophyten, z. B. Horstgräser);
- Kriech-Hemikryptophyten, auch Kriechpflanzen genannt, bilden an der Oberfläche Wurzelsprösslinge und breiten sich dadurch weiter aus;
- Schaftpflanzen, die eine senkrechte Wurzel ausbilden, an deren Schaft sich die Pflanze nach der Überwinterung erneuert;
- Klimmstauden.

Auf Brachflächen bilden sie als Hemikryptophyten-Gesellschaft eine ausdauernde Ruderalflur.